# Pierre Verger
Pierre Edouard Leopold Verger (Paris, 4 de novembro de 1902 — Salvador, 11 de fevereiro de 1996) foi um fotógrafo autodidata, etnólogo, antropólogo e escritor franco-brasileiro, que assumiu o nome religioso Fatumbi.
Pierre aprendeu a fotografar em 1932 com Pierre Boucher (1908-2000), quando adquire sua primeira câmera Rolleiflex e percorreu diversos países trabalhando para jornais e revistas norte-americanos e europeus, como o Paris-Soir, em 1934; Daily Mirror, de 1935 a 1936; Life, em 1937; Paris Match, em 1938; Argentina Libre e Mundo Argentino, em 1941 e 1942; e O Cruzeiro, no Brasil, de 1945 até fins dos anos de 1950.
Com outros fotógrafos, fundou em 1934 a Alliance Photo, agência fotográfica que administrava e divulgava o material produzido por seus membros. Em 1946, mudou-se para a cidade de Salvador, onde se dedica a estudar a religião e cultura negra da África e do Brasil, assunto no qual se torna especialista e autor de diversos livros.
Por sua inserção na religião e cultura negras, ele se inicia no culto de divinação no Benim, momento em que se torna um renascido na graça de Ifá com o nome de Fatumbi. A primeira fase de seu trabalho é representada por livros de fotografia. Já a partir de 1931, seus livros eram retratos das diversas culturas que conheceu em suas viagens. A partir de 1946, Pierre se dedica ao estudo da cultura iorubá e passa a deixar suas observações por escrito, passando de fotógrafo a escritor e etnólogo.
Pela Sorbonne, em Paris, em 1966, Pierre obtém o título de doutor, com uma tese sobre a diáspora africana e o tráfico negreiro entre o golfo do Benim e a Bahia nos séculos XVII ao XIX que se tornou referência em estudos sobre a escravidão. Em 1974, começa a trabalhar como professor da Universidade Federal da Bahia (UFBA) e foi figura importante para a fundação do Museu Afro-Brasileiro, inaugurado em 1982.

## Biografia
Pierre nasceu na cidade de Paris, em 1902, no seio de uma família burguesa e rica. Seu pai era dono de uma próspera empresa tipográfica da qual Pierre tinha pouco ou nenhum interesse. Sem se interessar pela vida burguesa, ele logo se tornaria um jovem rebelde, não se moldando às convenções sociais, nem cumprindo com as exigências de sua classe social. Aos 17 anos abandonou o Liceu e rejeitou cada oferta de emprego oferecida pela família.
Em 1932 adquiriu sua primeira máquina fotográfica, aprendendo os rudimentos e as técnicas fotográficas com o fotógrafo e amigo Pierre Boucher. Com influência do surrealismo, Pierre começa a tirar fotos, onde buscava figurações inusitadas em objetos comuns. Enquanto isso, Pierre perdeu o pai e seus dois irmãos, tendo apenas o apoio de sua mãe, que viria falecer em seguida.
Sem família e sem razões para permanecer em Paris, Pierre decide percorrer o mundo, conhecer lugares distantes e conhecer novas culturas. Chegou a estar presente no 15º aniversário da Revolução Russa. Entre dezembro de 1932 até agosto de 1946, Pierre viajou o mundo, ganhando dinheiro com sua fotografia. Ele negociava com jornais, revistas, agências e centros de pesquisa, fotografando empresas e até trocando seus serviços por transporte para outros países. De tempos em tempos retornava a Paris para rever os amigos, fazer novos contatos e viajava outra vez.
| “ | A sensação de que existia um vasto mundo não me saía da cabeça e o desejo de ir vê-lo me levava em direção a outros horizontes. | ” |

Pierre viajou por 14 anos ininterruptos, estando em lugares como o Taiti (1933), Estados Unidos, Japão, China (1934 e 1937), Itália, Espanha, Sudão, Mali, Níger, Alto Volta (atual Burkina Faso), Togo, Daomé (atual Benim; 1935), Índia (1936), México (1937, 1939, e 1957), Filipinas, Indochina (atuais Tailândia, Laos, Camboja e Vietnã, 1938), Guatemala e Equador (1939), Senegal (como correspondente, 1940), Argentina (1941), Peru, Bolívia (1942 e 1946) e Brasil (1946).

## Brasil
A decisão de vir ao Brasil foi tomada depois de ler o romance Jubiabá, de Jorge Amado (1912-2001). Enquanto a Europa se recuperava de uma Segunda Guerra Mundial devastadora, o Brasil parecia intocado pelas hostilidades. Em 1946, ele desembarcou em Salvador, cidade onde encontrou uma grande riqueza cultural e religiosa. Logo em seguida, começa uma colaboração com a revista O Cruzeiro e passa a fotografar a cidade, seus monumentos e cidadãos.
O interesse pela cultura negra o leva ao candomblé. Primeiro como observador, Pierre se envolve com as práticas religiosas e se converte ao candomblé. Sua fotografia também passa a registrar os cultos africanos e a cultura negra. Conheceu e documentou, em 1948, a religião dos voduns, de São Luís, no Maranhão, e o xangô pernambucano. Seu envolvimento com a cultura africana o leva a ganhar a uma bolsa de estudos para estudar rituais na África, para onde partiu em 1948.
No continente africano Pierre renasceu na nova fé onde recebeu o nome de Fatumbi, "nascido de novo graças ao Ifá", em 1953. Já íntimo da religião por sua iniciação na Bahia, onde era ogã no terreiro Opô Afonjá, ele teve contato com os sacerdotes e autoridades do candomblé na África, que o levou a se iniciar como babalaô. Em 1949, em Ouidah, teve acesso a um importante testemunho sobre o tráfico clandestino de escravos para a Bahia: as cartas comerciais de José Francisco do Santos, escritas no século XIX. Além de fotografar e registrar o que presenciava, Pierre começou a desenvolve o ofício de pesquisador.O Instituto Francês da África Negra (IFAN) ficou feliz com dois mil negativos de sua viagem à África, mas também pediu que Pierre botasse no papel suas experiências. Antes de voltar para o Brasil, conhece manifestações místicas em Paramaribo, Suriname (1948), e no Haiti (1949).
O resultado de seus escritos é publicado em 1951, chamado Brésil, com prefácio de Alceu Amoroso Lima. No mesmo ano, Pierre trabalha como fotógrafo na pesquisa da Unesco sobre o preconceito racial no Brasil. Em 1954, publicou um trabalho sobre a cultura iorubá, Dieux d'Afrique, onde utiliza fotografias dos deuses incorporados e uma descrição escrita sobre cada orixá, seu ritual e suas atribuições.
A partir deste momento, Pierre passa a se dedicar ao estudo da diversidade religiosa dos povos saídos da África, o tráfico negreiro e a botânica tradicional das populações negras, onde estabelecem um diálogo entre grupos sociais distanciados pela escravidão. Em 1957 vai para Senegal e Cuba.
Em 1966, Sorbonne, em Paris, Pierre obtém o título de doutor, com uma tese sobre a diáspora africana e o tráfico negreiro entre o golfo do Benim e a Bahia nos séculos XVII ao XIX, que se tornou referência em estudos sobre a escravidão. A fotografia acaba relegada a um segundo plano enquanto Pierre se dedica à carreira de pesquisador e escritor. Publicou dezenas de livros e artigos sobre o trânsito da cultura negra no Atlântico.
Em meados de 1973, Pierre deixa a fotografia, após 50 anos de intensa atividade. Neste mesmo ano, torna-se professor da Universidade Federal da Bahia (UFBA), onde foi figura essencial para a implementação do museu afro-brasileiro. Em 1977, foi professor visitante da Universidade Obafemi Awolowo (antiga Universidade de Ifé). Tornou-se amigo das maiores personalidades baianas do século XX, como o próprio Jorge Amado, Mãe Menininha do Gantois, Gilberto Gil, Walter Smetak, Mário Cravo, Cid Teixeira, Josaphat Marinho, dentre outros notáveis. Seu trabalho como fotógrafo influenciou notadamente nomes consagrados da fotografia contemporânea, como Mário Cravo Neto, Sebastião Salgado, Vitória Regia Sampaio, Adenor Gondim e Joahbson Borges, este o seu último assistente, apontado pelo próprio Pierre como sucessor natural.
Seu trabalho começa a ganhar proeminência a partir da década de 1980. É neste momento que a editora Corrupio, em Salvador, começa a traduzir seus trabalhos para o português e mostras são organizadas com suas fotografias. Em 1981, junto de Mario Cravo Neto (1947-2009), expôs seus trabalhos no MASP, em São Paulo, e no Museu de Arte da Bahia.
Em 1989, é criada a Fundação Pierre Verger, responsável por seu acervo e preservação de seu legado, onde estão guardados mais de 63 mil fotografias e negativos tirados até 1973, como também os documentos dele e sua correspondência. Ao completar 90 anos, em 1992, Pierre foi homenageado com a mostra Brasil África Brasil, na Pinacoteca do Estado de São Paulo. Pierre nunca se casou ou teve filhos. Na velhice assumiu a sua homossexualidade, patente no homoerotismo de muitas das suas fotografias.

## Morte
Pierre morreu em 11 de fevereiro de 1996, em Salvador, aos 93 anos, devido a um edema agudo no pulmão e insuficiência cardíaca. Ele foi sepultado no cemitério da Ordem Terceira, na capital baiana.

## Homenagens
Em 1998, seu trabalho e sua trajetória foram homenageados com o samba-enredo da GRES União da Ilha do Governador, onde cópias de algumas de suas fotografias foram usadas para revestir os carros da escola.
Em 2000, Lula Buarque dirigiu o documentário biográfico Pierre Fatumbi Verger: Mensageiro Entre Dois Mundos. A narração é de Gilberto Gil, que mostra a relação do etnólogo com a Bahia, a África e o candomblé por meio de suas fotografias, livros e anotações. Há passagens com Jean Rouch, Zélia Gattai, Jorge Amado, entre outros. Inclui entrevista com Pierre um dia antes de sua morte.
Em 2011, Jérôme Souty publicou um ensaio sobre a obra e a vida de Pierre Verger, chamada Pierre Fatumbi Verger. Do olhar livre ao conhecimento iniciático.
Em 2018, cerca de 120 de suas fotografias foram expostas na Galeria Marcelo Guarnieri, em São Paulo. Eram revelações e ampliações feitas ou supervisionadas pelo próprio Pierre, que vão desde o início das suas peripécias fotográficas dos anos 1930 até a década de 1960, quando a imersão no candomblé e nas culturas africanas e afro-brasileiras dominou sua produção e o tornou um pesquisador apaixonado.

## Publicações selecionadas
- Dieux D'Afrique. Paul Hartmann, Paris (1st edition, 1954; 2nd edition, 1995). 400pp, 160 fotos em preto e branco, ISBN 2-909571-13-0.
- Note sur le culte des orisha e vodoun à Bahia de Tous les Saints au Brésil et à l'ancienne Côte des Esclaves. IFAN Memoire n. 51, Dakar, Senegal, 1957; Corrupio, Brazil, 1982.
- Notas Sobre o Culto aos Orixás e Voduns. 624pp, fotos em preto e branco. Tradução: Carlos Eugênio Marcondes de Moura EDUSP 1999 ISBN 85-314-0475-4
- Fluxo e Refluxo do tráfico de escravos entre o golfo de Benin e a Bahia de Todos os Santos. Corrupio, 1985.
- Ewé, o uso de plantas na sociedade ioruba, Odebrecht e Companhia das Letras, 1995.
- Retratos da Bahia - Pierre Verger - Editora Corrupio Comércio Ltda., l980.